# Eberhard Deutschmann
Eberhard Deutschmann, sorbisch Dučman, (* 22. März 1926 in Zockau; † 17. November 2005 in Dresden) war ein deutsch-sorbischer Bauingenieur. Er lehrte als Professor für Produktionstechnik an der Technischen Universität Dresden.

## Leben

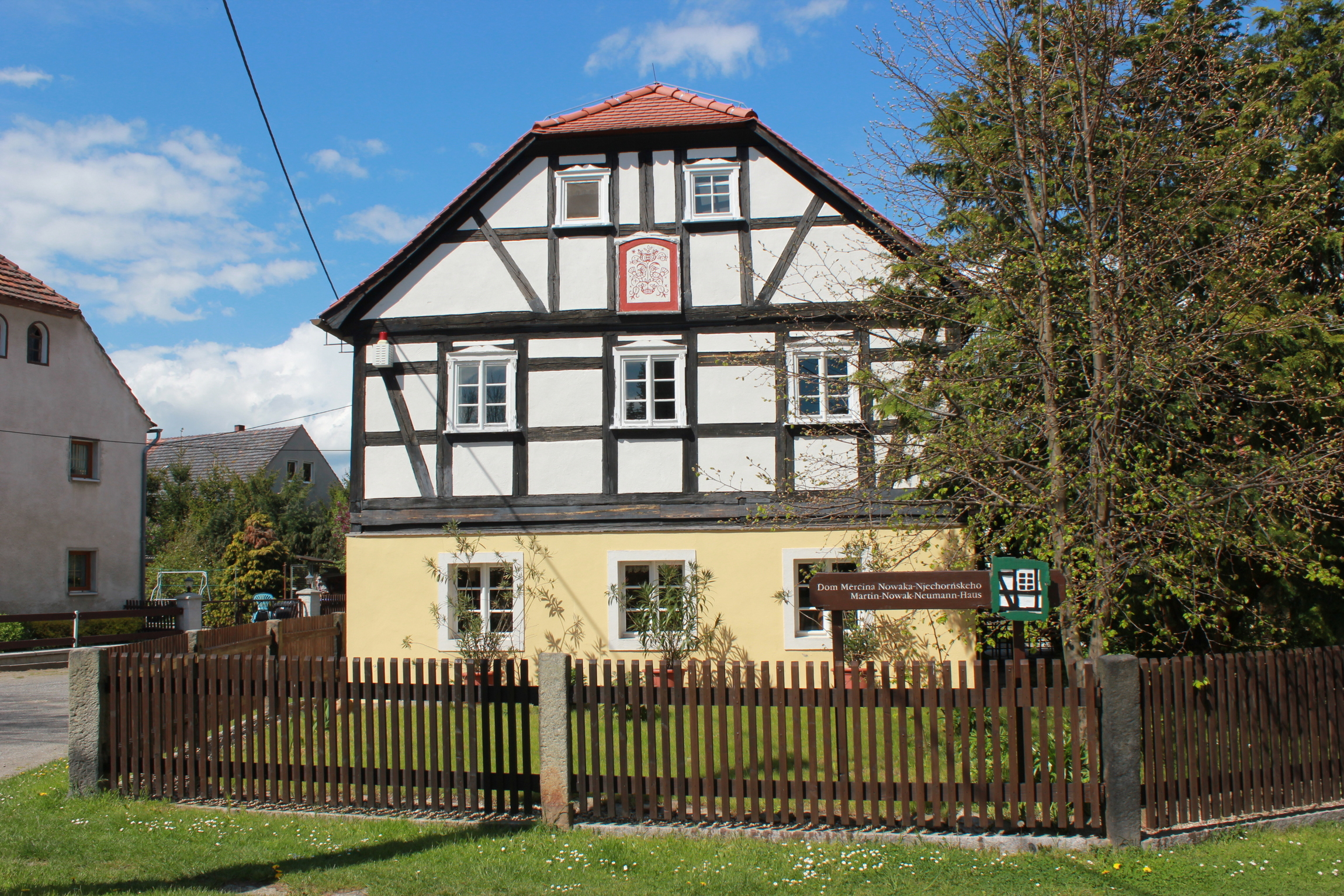
Martin-Nowak-Neumann-Haus in Nechern, von Eberhard Deutschmann projektiert

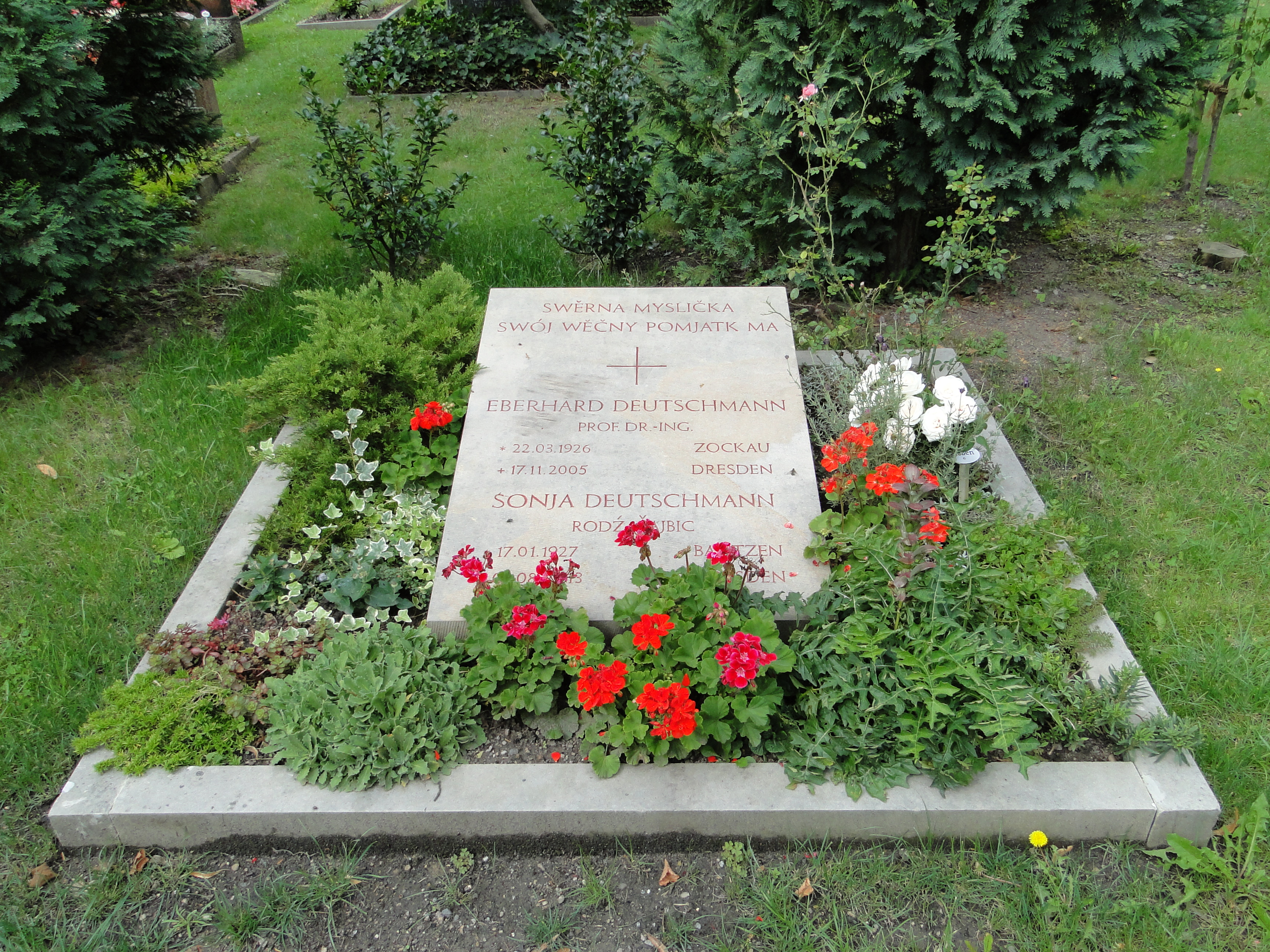
Grab von Eberhard Deutschmann auf dem Alten Katholischen Friedhof in Dresden

Deutschmann kam 1926 als Sohn eines Eisenbahners zur Welt. Er besuchte die Volksschule und ab 1936 die Landständische Oberschule in Bautzen, die er 1943 vorzeitig mit dem Reifevermerk beenden musste. Er wurde zum Kriegsdienst eingezogen und war ab Januar 1944 bei der Kriegsmarine. Nach Ende des Zweiten Weltkriegs begann er zunächst eine Maurerlehre und studierte von 1946 bis 1949 Konstruktiven Ingenieurbau an der Technischen Hochschule Prag. Während seiner Studienzeit war er Mitglied der Vereinigung sorbischer Studenten in der Tschechoslowakei Serbowka.
Im Jahr 1950 kam Deutschmann nach Dresden und arbeitete als Projektingenieur im Konstruktionsbüro von Heinrich Rettig. Bereits Ende 1950 wurde er Rettigs Assistent an der Professur für Baukonstruktions- und Entwurfslehre der Technischen Hochschule Dresden sowie 1953 Oberassistent. Im Jahr 1956 wechselte Deutschmann in die Praxis und wurde Leiter der Abteilung Forschung und Entwicklung im VEB Montagebau Berlin. Parallel dazu verfasste er seine Dissertation an der TH Dresden mit dem Titel Die typischen Konstruktionsmerkmale der Lausitzer Holzbauten unter besonderer Berücksichtigung des sorbischen Anteils, mit der er 1957 erfolgreich promovierte. Zwei Jahre später erschien sein Werk Lausitzer Holzbaukunst unter besonderer Würdigung des sorbischen Anteils, das bis heute als „Standardwerk zu Fragen der Volksbauweise“ gilt.
Ab 1960 lehrte Deutschmann als Dozent an der Professur für Technologie der Bauproduktion des Instituts für Bauproduktion an der Hochschule für Bauwesen Leipzig und habilitierte sich ebenda Anfang 1967 mit der Arbeit Technologische und meßtechnische Grundlagen für die Anwendung von Zwangspassungen bei Stützen aus Stahlbetonfertigteilen. Mit ihr schuf er „wesentliche Voraussetzungen für die Einführung der statistischen Qualitätskontrolle zur Überwachung wichtiger Vorfertigungs- und Montageprozesse“. Nachdem er ab 1967 bereits als Professor mit Lehrauftrag für Baukonstruktions- und Entwurfslehre an der TU Dresden gearbeitet hatte, erfolgte 1969 seine Ernennung zum ordentlichen Professor für Produktionstechnik. Er folgte dabei auf seinen früheren Mentor Heinrich Rettig; als Rettig 1974 verstarb, verfasste Deutschmann einen Nachruf auf Rettig, der in der renommierten Zeitschrift Architektur der DDR erschien. Deutschmann war von 1971 bis 1976 Direktor der Sektion Bauingenieurwesen; im Jahr 1982 leitete der den Wissenschaftsbereich Bautechnologie der TU Dresden. Er wurde 1991 emeritiert; Deutschmann verstarb 2005 nach schwerer Krankheit und wurde auf dem Alten Katholischen Friedhof in Dresden beigesetzt.
Zu Deutschmanns Forschungsgebieten zählten die sorbische Volksbaukunst, die Arbeitsgenauigkeit technologischer Prozesse sowie Forschungen im Bereich des komplexen Wohnungsbaus. Seine Forschungsgruppe an der TU Dresden trug zur Entwicklung der WBS 70 wesentlich bei, da sie eine Bauweise konzipierte, die zur Erhöhung der Laststufe im Wohnungsbau von 5 Megapond auf 9 Megapond führte. Deutschmann projektierte unter anderem 1953 das Atelierhaus von Měrćin Nowak-Njechorński in Nechern sowie Anfang der 1950er-Jahre die Studentenwohnheime Zellescher Weg in Dresden. Die Technische und Wirtschaftswissenschaftliche Universität Budapest zeichnete Deutschmann 1991 mit der Ehrendoktorwürde aus.

## Publikationen (Auswahl)
- Bautzen: Baudenkmale in Stadt und Land; ein Beitrag zur Denkmalpflege. Domowina-Verlag, Bautzen 1955 (als Herausgeber).
- Baukonstruktionen unter Anwendung der Maßordnung im Hochbau. Teubner, Leipzig 1955 (mit Leopold Wiel).
- Vom rechten Bauen auf dem Lande. In: Heimatkundliche Blätter für die Bezirke Dresden, Karl-Marx-Stadt, Leipzig, 1956, S. 22–30.
- Die typischen Konstruktionsmerkmale der Lausitzer Holzbauten unter besonderer Berücksichtigung des sorbischen Anteils. Dissertation. TH Dresden 1957.
- Lausitzer Holzbaukunst unter besonderer Würdigung des sorbischen Anteils. Domowina-Verlag, Bautzen 1959.
- Einrichtung und maschinelle Ausrüstung der Baustelle. Teubner, Leipzig 1964.
- Technologische und messtechnische Grundlagen für die Anwendung von Zwangspassungen bei Stützen aus Stahlbetonfertigteilen. Habilitation. Hochschule für Bauwesen Leipzig 1967.
- Konstruktionstechnik im Ausbau. Verlag für Bauwesen, Berlin 1983

## Ausstellungen
- Der Bauingenieur Eberhard Deutschmann / Dučman. Zwischen Lausitzer Holzbaukunst und industriellem Bauen. Energiefabrik Knappenrode, Hoyerswerda. 17. November 2024 – 1. Juni 2025[7]